# Sakramentar Karls des Kahlen

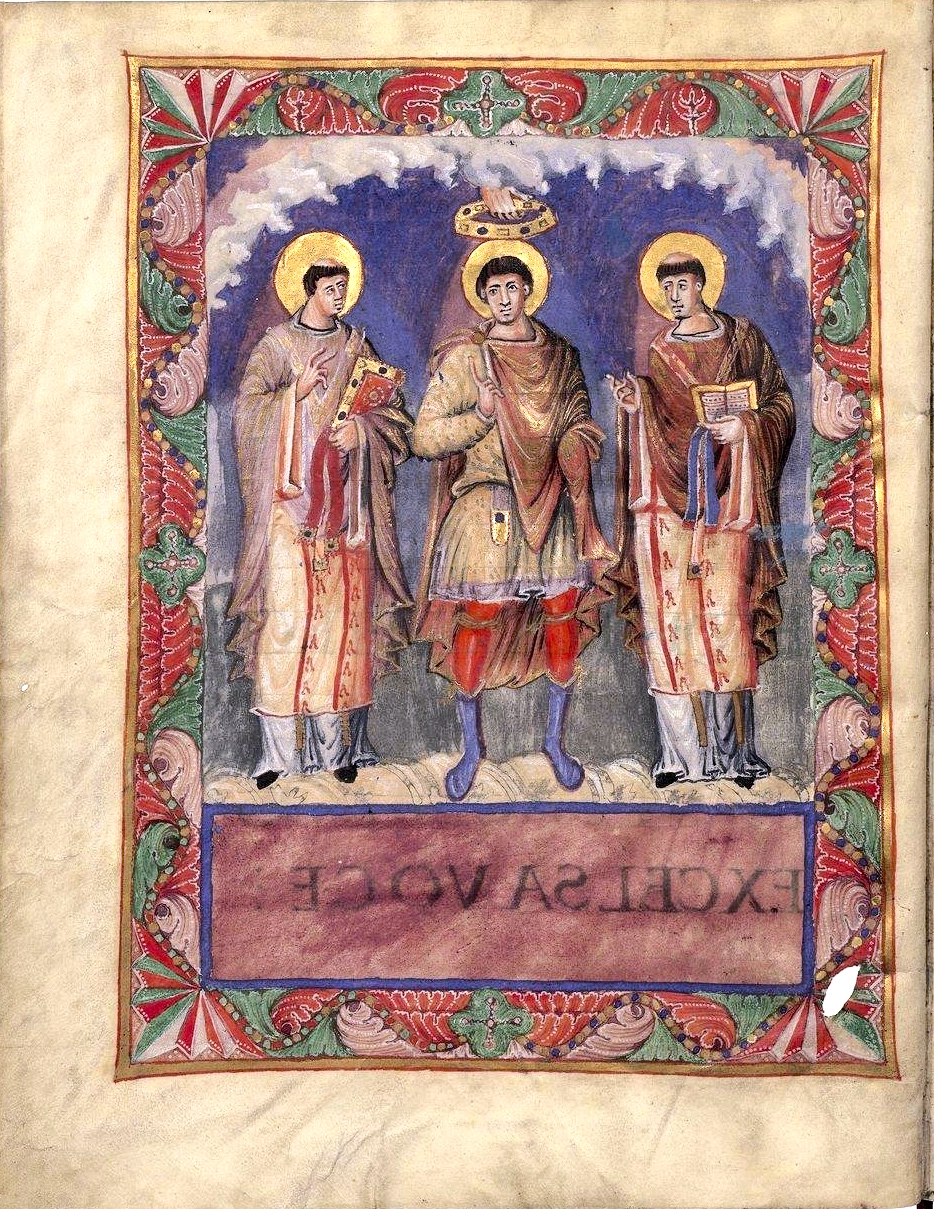
fol. 2v: Karl der Kahle mit den Päpsten Gregor IV. und Johannes VIII. (der ihn 875 krönte).

Das Sakramentar Karls des Kahlen ist eine nur als nicht vollendetes Fragment erhaltene karolingische Bilderhandschrift, die um 870 in der Hofschule Karls des Kahlen entstand. Wo die Hofschule nach der Zerstörung des Klosters St. Martin 853 zu lokalisieren ist, ist umstritten.
Das Sakramentar umfasst 10 Pergamentblätter, sein Format beträgt 270 × 210 mm. Die wenigen Blätter sind mit zwei Initialseiten und fünf ganzseitigen Miniaturen ungewöhnlich reich ausgestattet. Die Textseiten sind üppig gerahmt, der teilweise mit Goldtinte geschriebene Text in einigen Fällen auf Purpurfelder gesetzt.
1732 kam die Handschrift aus dem Nachlass Jean-Baptiste Colberts in die königliche Bibliothek nach Paris. Heute befindet sich die Handschrift in der Bibliothèque nationale (Ms. lat. 1141).

## Galerie

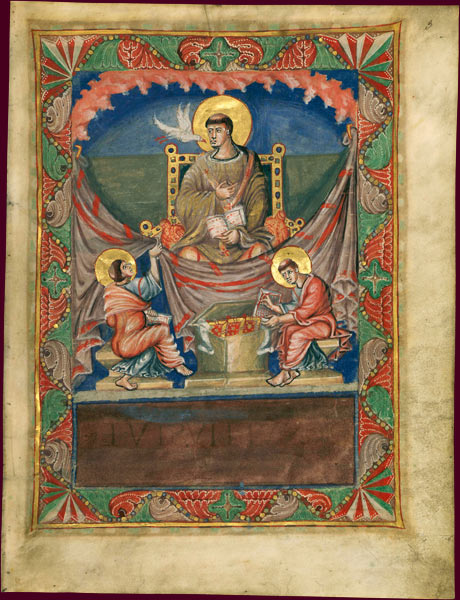
fol. 3r: Gregor der Große
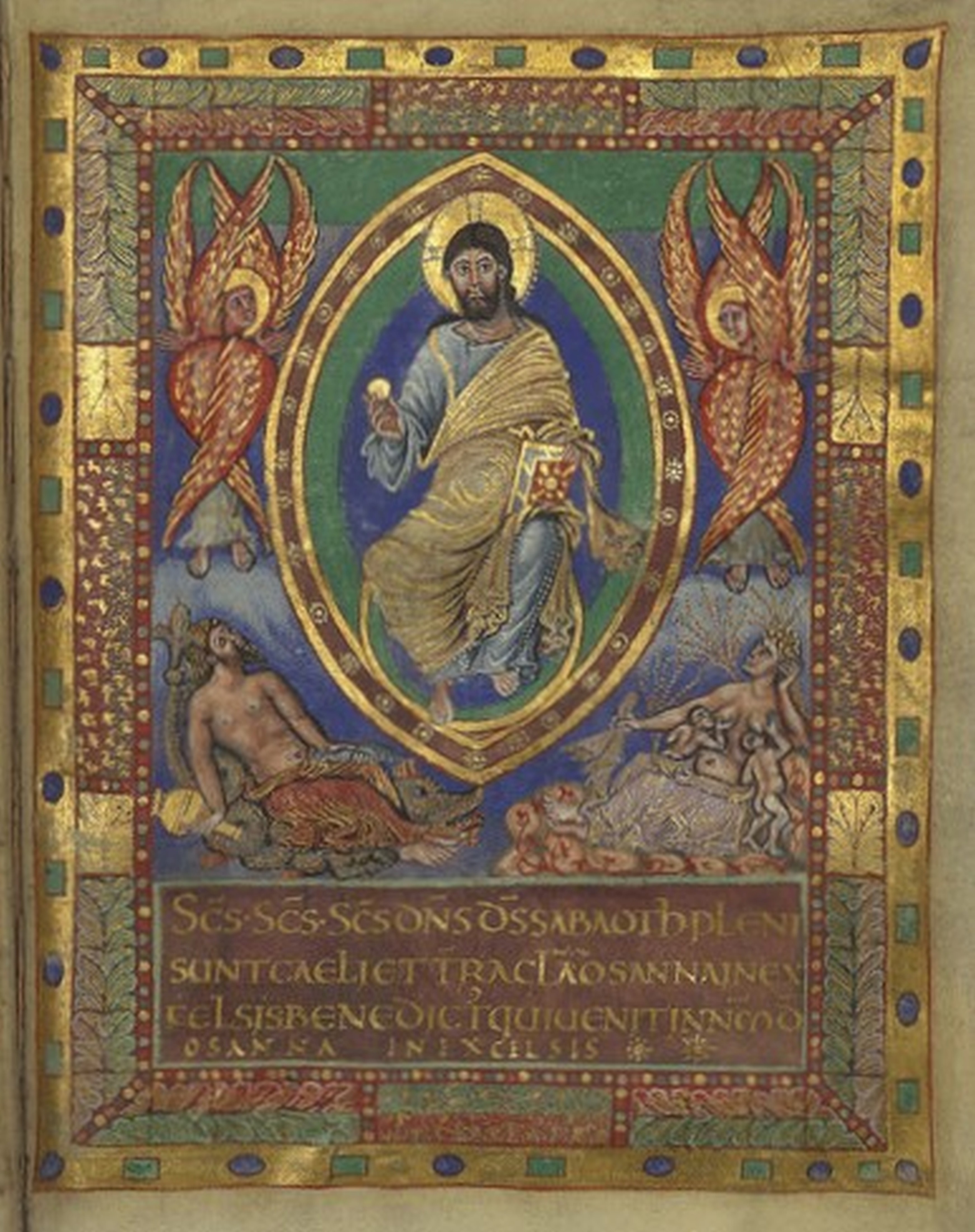
fol. 6r: Majestas Domini
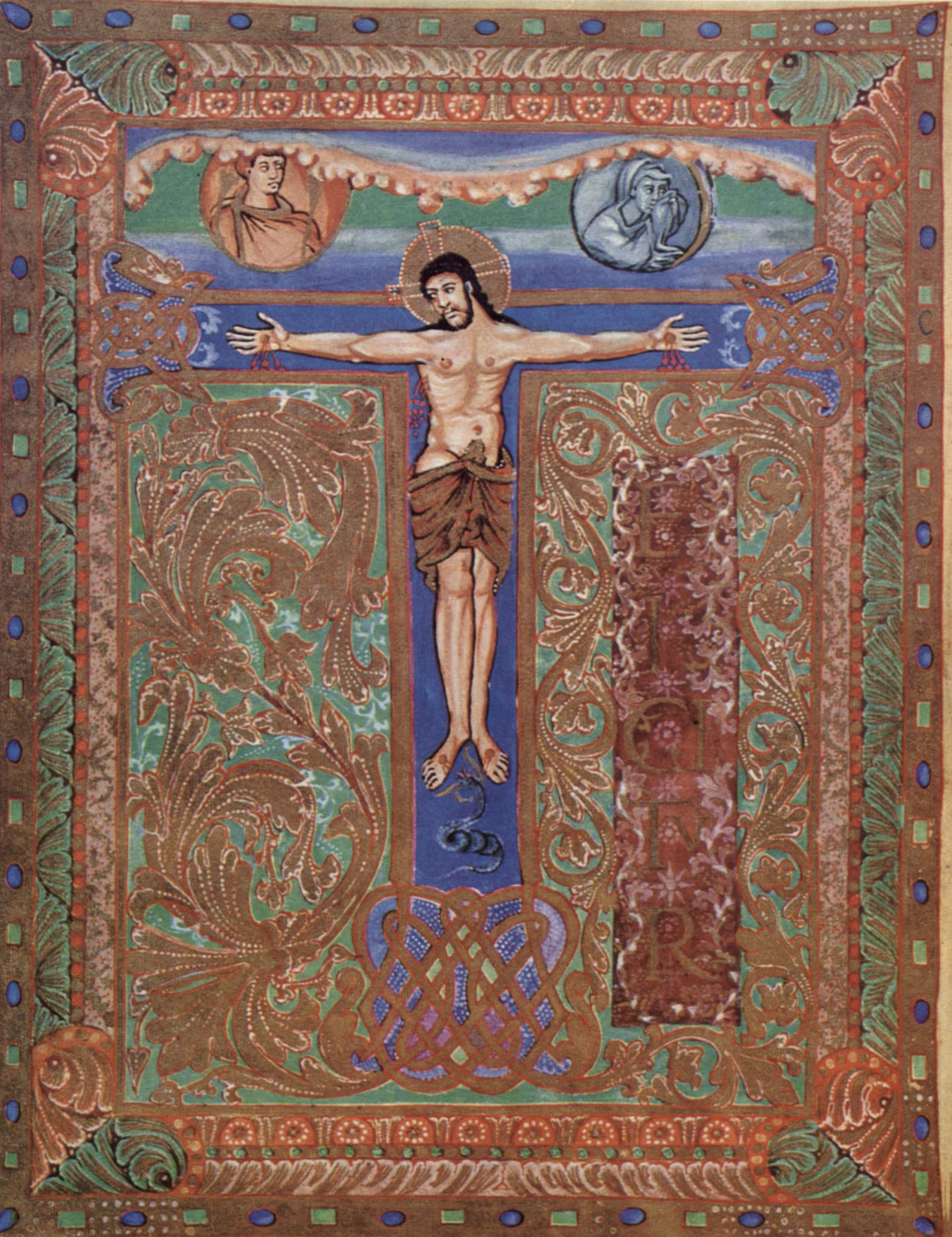
fol. 6v: Te igitur und Christus am Kreuz